# Proasellus remyi
Proasellus remyi là một loài chân đều trong họ Asellidae. Loài này được Monod miêu tả khoa học năm 1932.